# مکانیزم تغییر شکل
در زمین‌شناسی ساختاری، متالوژی و علم مواد، سازوکارهای تغییر شکل، به سازوکارهای مختلف در مقیاس دانه اشاره دارند.

## سازوکارها
سازوکار تغییر شکل در یک ماده بستگی به دما همولوگ (نسبت دمای ماده به دمای ذوب آن در مقیاس کلوین)، فشار موجود بر ماده، نرخ کرنش، تنش، اندازه دانه، حضور یا عدم وجود مایع منفذ و ترکیب آن، وجود یا عدم وجود ناخالصی‌ها در مواد و ویژگی‌های ساختاری ماده بستگی دارد. نکته مهم این است که این متغیرها به‌طور کامل از یکدیگر مستقل نیستند و ممکن است تغییر در برخی از آن‌ها بر روی متغیرهای دیگر تأثیر بگذارد. همچنین ممکن است تحت شرایطی بیش از یک سازوکار فعال در ماده موجود باشد چرا که بعضی از سازوکارها نمی‌توانند به‌طور مستقل عمل کنند و باید در کنار یکدیگر عمل کنند تا بتوانند تغییراتی دائمی و قابل توجه در ماده ایجاد کنند.

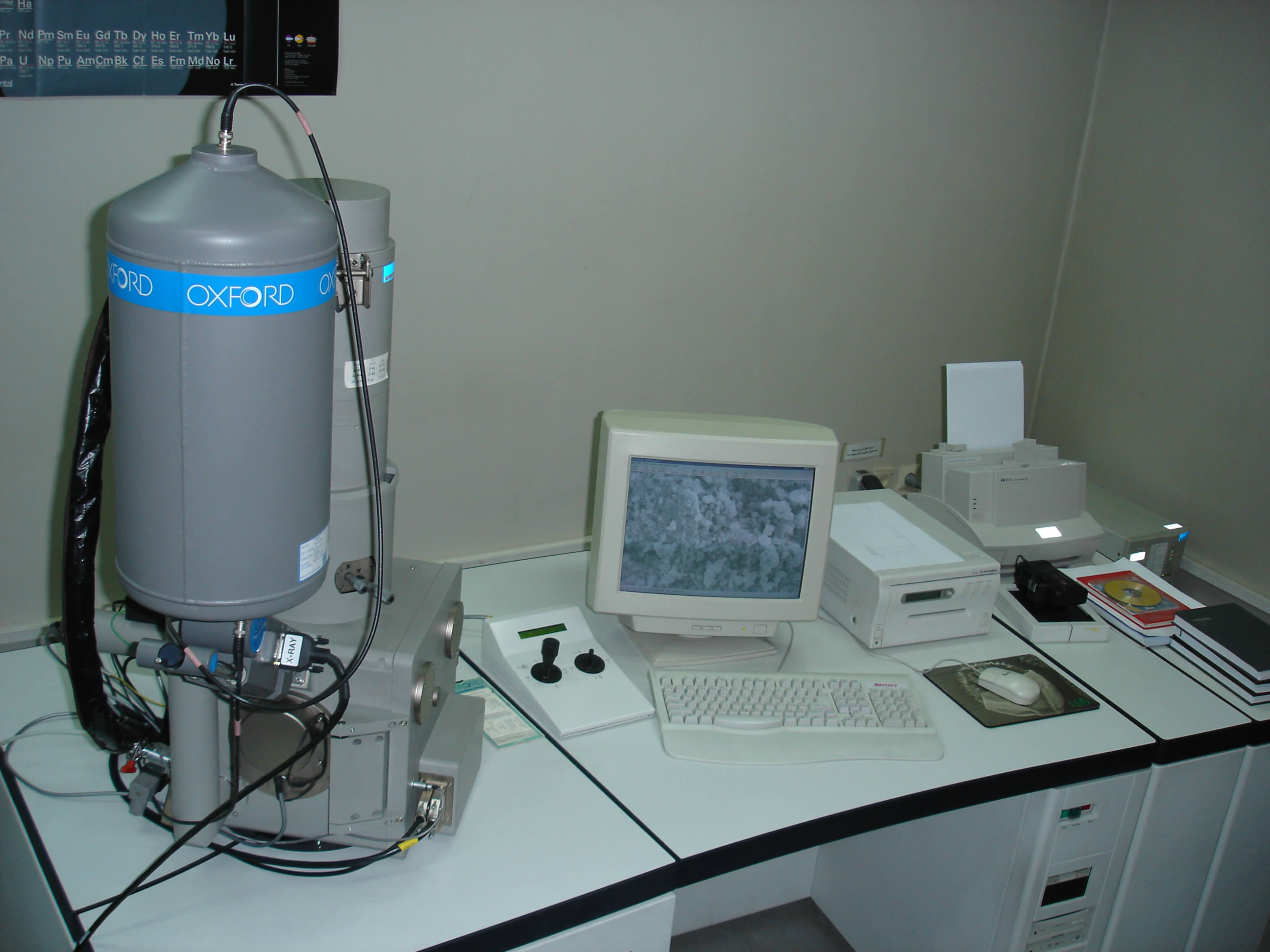
میکروسکوپ الکترونی روبشی

شناخت سازوکارهای فعال در یک ماده در اغلب موارد با استفاده ترکیبی از میکروسکوپ نوری، الکترونی روبشی(SEM)و الکترونی عبوری(TEM)صورت می‌پذیرد.

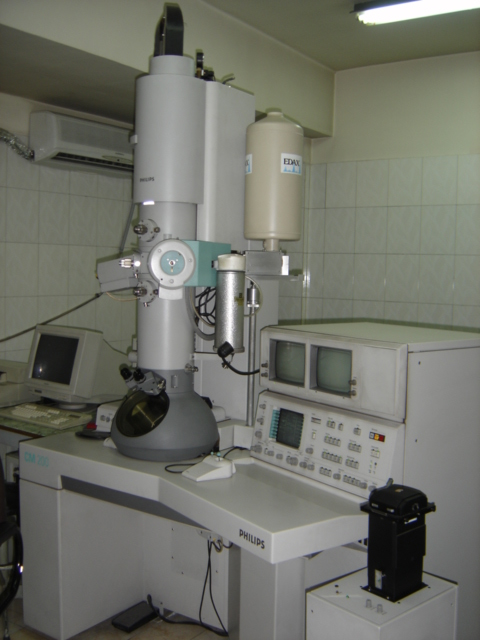
میکروسکوپ الکترونی عبوری

پنج سازوکار اصلی عبارت اند از: جریان فروشکنی، خزش جابجایی، تبلور مجدد، انتقال جرمی نفوذی و لغزش مرز دانه.

### جریان فروشکنی
این یک سازوکار است که در دماهای پایین تا متوسط، فشار محدود کننده پایین و نرخ کرنش نسبتاً بالا فعالیت می‌کند و شامل شکستگی، لغزش و چرخش قطعات و پراکندگی (شکست) بیشتر آن‌ها به ذرات کوچک‌تر می‌شود. در طول جریان فروشکنی، یک سنگ بدون هیچ گونه تنش محلی فاحش در مقیاس مزوسکوپی تغییر شکل خواهد داد، با این حال فرایند تغییر شکل میکروشکستگی و اصطکاکی است که در آن شکستگی‌های ریز به نام میکرو ترک‌ها و شکستگی‌های سنگی مرتبط با یکدیگر حرکت می‌کنند. لغزش اصطکاکی به شدت وابسته به فشار است، جایی که با افزایش فشار توان لغزش کاهش می‌یابد. میکروشکستگی‌ها می‌تواند بین دانه‌ای (در امتداد مرزه‌ای دانه) یا درون دانه‌ای (درون دانه‌های منفرد) باشد، که در آن فرایند با شکستن بسیاری از پیوندهای اتمی در یک زمان رخ می‌دهد. با این وجود ساختار بلوری خارج از شکستگی بی‌تاثیر است. جریان فروشکنی می‌تواند با لغزش مرز دانه با شکستگی‌های محدود پیوسته از دانه‌ها رخ دهد، یا شکستگی پیوسته و دیگر فرایندهای تغییر شکل ممکن است نرخ جریان فروشکنی را محدود کند.
جریان فروشکنی معمولاً در شرایط دیاژنز(سنگ زایی) تا دگرگونی درجه پایین رخ می‌دهد، با این وجود این بستگی به کانی‌شناسی ماده و مقدار فشار منفذی سیال دارد چون فشار سیال بالا باعث افزایش جریان فروشکنی در هر محیط دگرگونی می‌شود. جریان فروشکنی عموماً ناپایدار بوده و با محلی شدن تغییر شکل به لغزش بر روی صفحات گسلی (دارای شکستگی) منتهی می‌شود که در آن تکثیر خطا می‌تواند به فروشکست اجازه دهد تا به نواحی نزدیک حجم سنگ کوچ کند.

### خزش جابجایی
خزش جابجایی یا خزش غیر حساس به اندازه دانه، در فشار و دمای حد واسط رخ می‌دهد و با جابجایی به سمت بالا و لغزش نقص‌های شبکه سازگار می‌شود، نرخی که با نرخی که در آن نابجایی‌ها می‌توانند از شبکه خارج شوند، کنترل می‌شود. خزش جابجایی غالباً با کریستالیزاسیون دینامیک همراه بوده و با تولید جهت‌گیری‌های ممتاز شبکه ای(LPOs) مرتبط است.
جابه جایی لغزشی فرایند اصلی است ولی به سبب سختی تنش نمی‌تواند برای تولید تنش‌های بزرگ، در جایی که پیخ خوردگی در شکستگی از حرکت دیگر شکستگی‌ها جلوگیری می‌کند و همین خود سبب تلنبار شدن در پشت بلاک‌ها شده و موجب می‌شوند کریستال بسختی تغییر شکل دهد، بتنهایی عمل کند. شکستگی‌ها می‌توانند بخاطر انرژی معرفی شده به سیستم توسط تغییر شکل و دما در داخل کریستال حرکت کنند. با این حال شکستگی‌ها نمی‌توانند در هیچ جهتی در کریستال حرکت کنند. در لغزش شکستگی و در دمای پایین، شکستگی‌ها به لغزش سطحی یا سطح کریستالی شده در طول پیوندهای ضعیف محدود می‌شوند. لغزش سطحی یک نابجایی، صفحه‌ای است که حاوی بردار برگرز و خط نابجایی (شکستگی) است.
برخی از اشکال فرایند بازیابی، مانند صعود در دررفتگی (شکستگی) یا مهاجرت مرز دانه باید فعال باشند.

### تبلور مجدد دینامیک
تبلور مجدد دینامیک، سازماندهی مجدد مواد با تغییر در اندازه دانه، شکل و جهت‌گیری در داخل یک ماده معدنی است و فرایند حذف کرنش‌های داخلی است که پس از بازیافت باقی می‌ماند. در شرایط تنش همسانگرد یا هنگامی که تنش تفاضلی حذف می‌شود، تبلور مجدد به عنوان تبلور مجدد استاتیکی یا بازپخت خوانده می‌شود. در تبلور مجدد استاتیکی، انرژی کرنش داخلی با تشکیل دانه‌های نسبتاً بزرگ و بدون تنش کاهش می‌یابد که برای کاهش کل انرژی آزاد در مواد، رشد خواهد کرد.
تبلور مجدد در میدان تنش ناهمسانگرد تبلور مجدد دینامیکی نامیده می‌شود و منجر به کاهش اندازهٔ دانه می‌شود. تبلور مجدد دینامیک می‌تواند تحت دامنه وسیعی از شرایط دگرگونی رخ دهد و به شدت بر خواص مکانیکی مواد تغییر شکل دهنده تأثیر بگذارد. تبلور مجدد دینامیک نتیجه دو فرایند دو عضوی است: (۱)تشکیل و چرخش زیر دانه‌ها (چرخش تبلورمجدد) و (۲)مهاجرت مرز دانه (تبلور مجدد مهاجرت).
تبلور مجدد چرخشی (چرخش زیر دانه) یک جهت‌گیری پیش‌روندهٔ زیر دانه است که هرچه شکستگی (دررفتگی)ها بیشتر به سمت دیواره شکستگی (یک ناحیه نابجایی ناشی از صعود، عبور - لغزش و سرخوردن) حرکت کنند سبب افزایش عدم تطابق کریستالوگرافی در طول مرزها می‌شود. در نهایت، عدم جهت‌گیری در سراسر مرز به اندازه کافی بزرگ است تا دانه‌های منفرد را شناسایی کند (معمولاً ۱۰–۱۵ درجه انحراف در جهت‌گیری). دانه‌ها تمایل دارند که به شکل کشیده شده یا روبان شکل، با بسیاری از زیردانه‌ها، با گذار تدریجی مشخصه از زیردانه‌ها با زاویه پایین به مرزه‌های زاویه بالا وجود داشته باشند.
تبلور مجدد مهاجرت (مهاجرت مرز دانه) فرایندهایی است که توسط آن یک دانه به وسیلهٔ دانه همسایه رشد می‌کند.
در دماهای پایین، تحرک مرز دانه ممکن است موضعی باشد، و مرز دانه‌ها ممکن است به یک دانه همسایه با چگالی نابجایی بالا ترکیب شده (از طریق برآمدگی و ورم کردم) و کریستال‌های مستقل، کوچک‌تر توسط فرایندی به نام مهاجرت مرز دانه دما-پایین یا تبلور مجددبرامدگی بوجود آید. برآمدگی تولید شده می‌تواند از دانه اولیه جدا شود تا دانه‌های جدید را با تشکیل مرزهای زیردانه‌ها (زاویه کم) تشکیل دهد، که می‌تواند به مرزهای یا با مهاجرت مرز دانه تکامل یابد. تبلور مجدد برآمدگی اغلب در امتداد مرزه‌ای دانه‌های قدیمی در اتصالات سه‌گانه اتفاق می‌افتد. در دماهای بالا، دانه در حال رشد، چگالی نابجایی کمتری نسبت به دانه (هایی) دارد که مصرف شده، و مرز دانه از طریق دانه‌های مجاور برای از بین بردن نابجایی بوسیله تبلور مهاجرت مرز دانه با دمای بالا، جریان می‌یابد. مرزهای دانه با اندازهای متغیر آویخته می‌شوند و دانه‌های جدید به‌طور کلی از زیردانه‌های موجود بزرگ‌تر هستند. در دماهای بسیار بالا، دانه‌ها بسیار لبه دار و آمیب هستند، اما می‌توانند تقریباً عاری از تنش باشند.

### انتقال جرمی نفوذی
در این گروه از مکانیزم‌ها، کرنش با تغییر شکل که شامل انتقال جرم به وسیله نفوذ است، ایجاد می‌شود. خزش نفوذ، حساس به اندازه دانه است و در نرخ کرنش پایین یا دماهای بسیار بالا اتفاق می‌افتد، و با مهاجرت نقص‌های شبکه از نواحی با تنش فشارتراکم پایین تا با فشار تراکم بالا، سازگاری دارد. مکانیزم‌های اصلی انتقال جرم نفوذی عبارتند از: خزش نابرو -هرینگ، خزش کبل و محلول (یا روش فشار) فشار.
خزش نابرو هرینگ، یا نفوذ حجمی، در دماهای بالای مشابه عمل می‌کند و اندازه دانه وابسته به نرخ کرنش، متناسب با معکوس مربع اندازه دانه است (میزان خزش با افزایش اندازه دانه‌ها کاهش می‌یابد). در طول خزش نابرو-هرینگ، نفوذ جاهای خالی از طریق شبکه کریستال رخ می‌دهد که باعث می‌شود دانه‌ها در امتداد محور تنش دراز شوند. خزش نابرو- هرینگ وابستگی ضعیفی به تنش دارد. نفوذ کبل خزش یا نفوذ به مرز دانه، نفوذ جاه‌ای خالی در طول مرزهای دانه برای کشیده شدن دانه‌ها در طول محور تنش است. خزش کبل وابستگی قویتری به اندازه دانه نسبت به خزش نابرو- هرینگ دارد و در دماهای پایین‌تر و وابسته به دما رخ می‌دهد. روش فشار در دمای مشابه متوسط و نرخ کرنش نسبتاً پایین عمل می‌کند و نیاز به حضور سیال منفذ دارد. فرایند حل فشار شبیه به خزش کبل (پخش شدن مرز دانه) است، اما حضور یک فیلم مایع در طول مرزهای دانه را شامل می‌شود. روش فشار در امتداد یک دانه قرار می‌گیرد که در آن تنش در دانه بالا است، اغلب در جایی که دانه‌ها در تماس با سطوح هستند که در زاویه بالا تا جهت کوتاه شدگی آنی هستند. حلالیت یک کانی در یک سیال آبی وقتی که شبکه کریستال دارای تنش بیشتری است بالاتر است که تنش کم‌تر است و چگالی بالاتر نقص‌های بلوری در نزدیکی مکان‌های با تنش بالا ممکن است قابلیت انحلال را افزایش دهد. مواد موجود در سایت‌های با تنش بالا حل‌شده و در محل‌های تنش تفاضلی کم تغییر خواهند کرد و شکل دانه‌ها را بدون تغییر شکل داخلی تغییر خواهند داد. مواد حل‌شده می‌توانند یک گرادیان شیمیایی ناشی از تنش را به محل‌های نزدیک حلالیت کم انتقال دهند، انتقال محلول نامیده می‌شوند، که در آن تغییر مجدد محل ماده می‌تواند در امتداد مرزه‌ای آزاد دانه رخ دهد که در تماس با سیال قرار دارند. مواد رسوبی جدید ممکن است از ترکیب کانی‌ها یا فاز متفاوتی نسبت به مواد حل‌شده، به عنوان محلول فشار ناهمگون باشد. مواد حل شده ممکن است بر روی یک فاصله بزرگ و ذخیره در سایت‌هایی مانند رگه‌ها یا سایه‌های ایجاد شده جریان داشته باشند یا از حجم سنگ تغییر شکل خارج شوند. محلول فشار در محدوده دیاژنز تا شرایط دگرگونی درجه پایین حاکم است، که در آن سیالات فراوان وجود دارند و مکانیزم‌های تغییر شکل دمای بالا مانع از آن می‌شوند.

لغزش مرز دانه

### لغزش مرز دانه
این مکانیزم حساس به اندازه دانه است و برای تغییر شکل دانه‌ها تلاش می‌کند تا آن‌ها بدون اصطکاک و بدون ایجاد فضاهای خالی از کنار یکدیگر عبور کنند. این مکانیزم که با نفوذ انتقال جرم نفوذی عمل با توسعه سوپر پلاستیک ارتباط دارد.
لغزش مرز دانه در بالاترین شرایط دمایی رخ می‌دهد و کرنش به وسیله تغییر در همسایگی تولید می‌شود. این می‌تواند منجر به کرنش‌های بسیار بزرگ بدون تغییر شکل داخلی دانه‌ها، به جز در مرزهای دانه‌ها برای سازگاری با لغزش دانه‌ها شود. این فرایند تغییر شکل فوق پلاستیکی نامیده می‌شود.
لغزش مرز دانه وابسته به اندازه دانه است و از اندازه دانه‌های کوچک بهره می‌برد، چرا که مسیرهای انتشار نسبتاً کوتاه هستند و فازهای فرعی ممکن است فرایند را افزایش دهند چون آن‌ها مانع رشد دانه می‌شوند.

## یادداشت
1. ↑  "Homologous temperature". Wikipedia (به انگلیسی). 2018-11-12.